# 二見ジャンクション

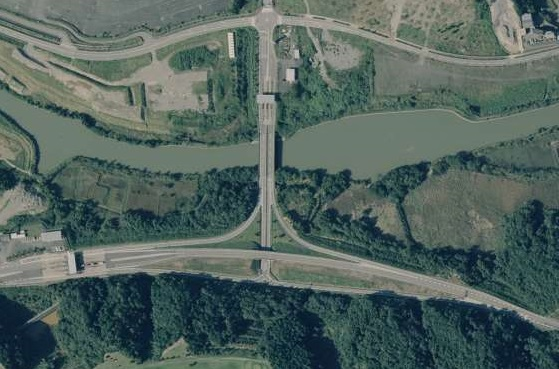
二見ジャンクション（2008年）
出典：『国土交通省「国土画像情報（カラー空中写真）」（配布元：国土地理院地図・空中写真閲覧サービス）』

二見ジャンクション（ふたみジャンクション）は、三重県伊勢市朝熊町にある、伊勢二見鳥羽ラインのジャンクション。本線（伊勢IC - 鳥羽市方面）と二見浦方面が分岐する。二見浦方面へのランプウェイは平面交差になっている。

## 隣
伊勢二見鳥羽ライン本線
朝熊IC - 朝熊東IC - 朝熊TB（廃止） - 二見JCT - 松下JCT - 鳥羽IC
伊勢二見鳥羽ライン支線
二見JCT - 二見TB（廃止） - 三津交差点 - 茶屋交差点